# Карминьола, Джулиано
Джулиано Карминьола (итал. Giuliano Carmignola; род. 7 июля 1951, Тревизо) — итальянский скрипач и музыкальный педагог. Известен как солист, лауреат национальных и международных конкурсов, постоянный участник музыкальных коллективов I Virtuosi di Roma и Sonatori de la Gioiosa Marca. Академик Национальной академии Святой Цецилии и Болонской филармонической академии, преподаватель Люцернской школы музыки и Музыкальной академии Киджи (Сиена).

## Биография
Родился в 1951 году в Тревизо. Музыке учился поначалу у отца, а затем у Луиджи Ферро — преподавателя Венецианской консерватории и участника камерного ансамбля I Virtuosi di Roma (с итал. — «Виртуозы Рима»). В дальнейшем Карминьола и сам присоединился к этому коллективу и оставался его солистом с 1970 по 1978 год; вслед за Ферро преподавал также в Венецианской консерватории. Посещал мастер-классы Натана Мильштейна, Франко Гулли, Генрика Шеринга.
В 22 года Карминьола стал одним из лауреатов конкурса скрипачей имени Паганини в Генуе, что способствовало развитию его сольной карьеры. Выступал с «Виртуозами Рима» и «Солистами Венеции» в 1970-е годы, а после обретения международной известности тесно сотрудничал с такими дирижёрами как Клаудио Аббадо, Элиаху Инбал, Петер Мааг, Джузеппе Синополи, Даниэле Гатти, Тревор Пиннок. В репертуар этого периода вошли важнейшие произведения XIX—XX веков, а также премьерное исполнение в Италии Скрипичного концерта Анри Дютийё.
В дальнейшем посвятил себя аутентичной музыке XVII—XVIII веков, в частности сотрудничая с ансамблем Sonatori de la Gioiosa Marca из Тревизо (основан в 1983 году). Освоил технику исполнения эпохи барокко на жильных струнах, для исполнения барочной музыки использовал скрипку Джованни Флорено (1739 год), обладающую уникальным тембром, и скрипку Страдивари 1732 года («Байо»), для работ более поздних периодов — скрипку Гварнери 1733 года. В 2003 году заключил эксклюзивный контракт с лейблом классической музыки Deutsche Grammophon. Основу записанного с этим лейблом репертуара Карминьолы составляют скрипичные концерты Антонио Вивальди; с точки зрения некоторых специалистов интерпретации произведений Вивальди Карминьолой — лучшие в истории грамзаписи. Помимо Вивальди, записывал концерты Моцарта (с Аббадо) и партиты Баха. Помимо Deutsche Grammophon, записывался также на лейбле Sony.
Наряду с Венецианской консерваторией преподавал в Школе музыки Люцернского университета прикладных наук и в Музыкальной академии Киджи (Сиена). Обладатель почётных званий академика Национальной академии Святой Цецилии и Болонской филармонической академии.